# オペル・カール
カール (KARL)は、ゼネラルモーターズ (GM) が製造、オペルブランドで販売していた自動車である。

## 概要
カール/ビーバは2014年12月3日に写真が公開された。2015年夏から販売を開始。
カール/ビーバはスズキからのOEM車種であったアギーラにとって代わる車種である。また、欧州市場(ロシアを除く)では2015年末をもってシボレーが撤退してGMの大衆車ブランドがオペル/ボクスホールに一本化されたが、シボレーで最小最廉価であったスパークに代わる車種でもある。製造はスパーク同様韓国GMの昌原工場で行われた。
ボディタイプは5ドアハッチバックのみであり、オペル/ボクスホール最小の車種であり、アダムがプレミアムコンパクト志向なのに対して、カール/ビーバは1万ユーロを切る低価格で販売される。エンジンは新開発の「エコテック」直列3気筒 1.0Lで75psを発揮する。カール/ビーバにはIntelliLinkインフォテインメントシステムが搭載されており、iOSおよびAndroidデバイスとシームレスに連携することができる。
2018年10月10日、オペルとボクスホールはアダム、カール/ビーバ、カスケーダを2019年末で販売終了すると発表した。これらの車種の後継は作られず、より市場規模の大きいSUVに注力する方針を示している。

## ビンファスト・ファディル

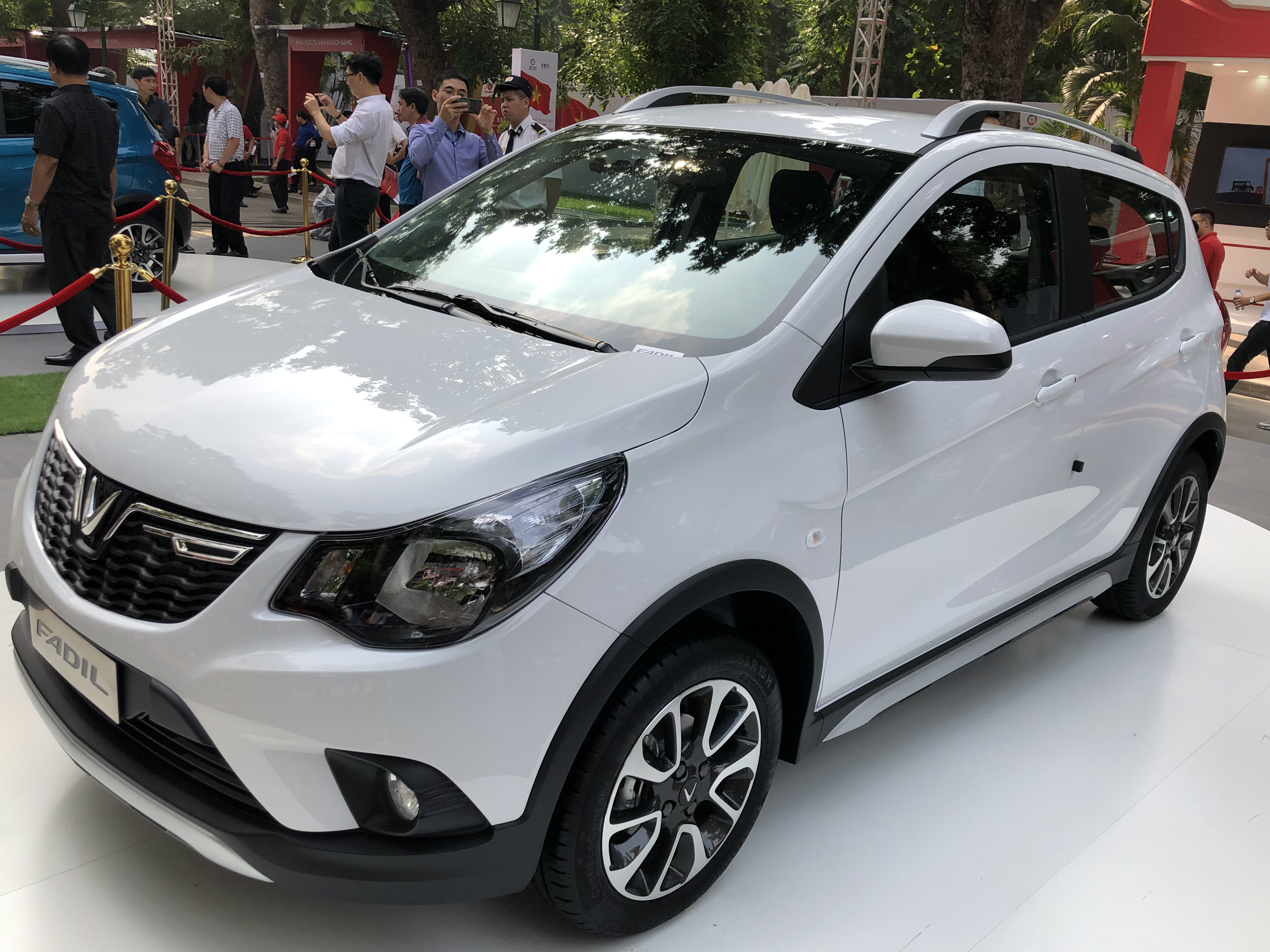
ビンファスト・ファディル

2018年11月、ベトナムのビンファストがファディルを発表し、翌年から発売開始した。ファディルはカール/ビーバのリバッジ車種であり、ビンファストがGMから技術供与を受けてGMベトナムから取得したハイフォン工場で製造している。

## 車名の由来
車名は創業者アダム・オペルの長男カール・オペルに由来する。